# Makedonska Radio Televizija
Radio-télévision macédonienne
Pour les articles homonymes, voir MRT.
Makedonska Radio Televizija (MRT ; en macédonien : Македонска Радио Телевизија, « Radio-télévision macédonienne ») est l'entreprise de radio-télévision nationale de la Macédoine du Nord. 
Basée à Skopje et créée le 28 décembre 1944, elle opère huit chaînes de télévision et quatre stations de radio. Elle est membre de plein droit de l'Union européenne de radio-télévision (UER) depuis 1993.

## Histoire
Historiquement, la société est l'héritière de Radio Skopje, une station de radio ayant commencé à émettre le 28 décembre 1944 dans le cadre de la résistance aux forces de l'axe. Ainsi, sa première retransmission est une réunion de l'Assemblée anti-fasciste pour la libération du peuple macédonien (ASNOM). 
Les premières émissions de la télévision macédonienne (TV Skopje) voient quant à elles le jour vingt ans plus tard, le 14 décembre 1964, dans le cadre de la régionalisation des programmes de la Jugoslovenska Radio-Televizija.
En 1984, la compagnie emménage dans un immeuble spécialement conçu pour lui servir de siège administratif. Cet immeuble de 25 étages est toujours considéré comme l'un des plus hauts édifices du pays et est l'un des repères dans le paysage urbain de la capitale, Skopje.
Peu après la déclaration d'indépendance de la Macédoine du Nord, l'organisme de radio-télévision macédonien se sépare de la radio-télévision fédérale yougoslave, de laquelle elle dépendait jusqu'alors. En janvier 1993, elle intègre l'Union européenne de radio-télévision. Cependant, des querelles avec le gouvernement grec à propos du nom même de Macédoine (désignant également une province grecque) font que Makedonska Radio Televizija n'était officiellement désignée que par l'acronyme MKRTV.
En avril 1997, MRT est divisée en deux sections distinctes : la Radiodiffusion Nationale d'une part et la Radio-Télévision Nationale d'autre part.[réf. nécessaire]
L'entreprise de radio-télévision publique traverse d'importants problèmes économiques à partir de 2008, certains médias nationaux affirmant que le groupe aurait accumulé pour près de 15 millions d'euros de dettes, et qu'une partie des salariés seraient restés plusieurs mois sans percevoir leurs salaires. Devant cette situation, certains économistes auraient suggéré plusieurs solutions, allant de plans sociaux à une déclaration pure et simple de banqueroute et à la constitution d'une nouvelle entité. En 2009, la question n'était toujours pas tranchée par le gouvernement macédonien.

## Description
MRT opère quatre stations de radio :
- Makedonsko Radio 1, station de format généraliste mêlant bulletins d'information et émissions culturelles ;
- Makedonsko Radio 2, station musicale et dédiée au divertissement ;
- Makedonsko Radio 3, destinée aux minorités de la Macédoine du Nord : diffuse en albanais, turc, aroumain, romani, serbe et bosnien ;
- Makedonsko Radio Sat, émettant à destination de la diaspora macédonienne dans le monde.

MRT diffuse également huit chaînes de télévision. Celles-ci sont respectivement :
- MRT 1, première chaîne de télévision nationale, émettant en macédonien ;
- MRT 2, une chaîne consacrée à la minorité albanaise ;
- MRT 3, chaîne consacrée au sport et aux événements spéciaux ne pouvant être retransmis sur les deux chaînes précédentes ;
- MRT 4, destinée aux minorités de la Macédoine du Nord : diffuse en albanais, turc, aroumain, romani, serbe et bosnien ;
- MRT 5, chaîne destinée aux enfants ;
- MRT Sobraniski kanal, chaîne parlementaire lancée en 1991 ;
- MRT Sat, chaîne satellitaire née le 30 avril 2000 et émettant à destination de la diaspora macédonienne dans le monde ;
- MRT 2 Sat, retransmission internationale de MRT 2.

## Logos

Logo de MRT de 1991 à 2012.
Logo de MRT depuis 2012.